# KFC MD Halen
Maillots
Dernière mise à jour : 4 août 2017.
Le Koninklijke Football Club Moedige Duivels Halen est un club de football belge, basé dans la commune de Halen, dans le Limbourg. Le club porte le matricule 1051 et tire son nom actuel d'une fusion, non officielle, survenue en 1943 entre deux clubs de la localité, le Moedig Vooruit Haelen et le Groene Duivels Halen. Au cours de son Histoire, il a disputé 5 saisons en Promotion et évolue en 2017-2018 en deuxième provinciale.

## Histoire
Durant les années 1920 et jusqu'au déclenchement de la Seconde Guerre mondiale, deux clubs coexistent dans la localité de Halen, le Moedig Vooruit Haelen et les Groene Duivels Halen. Le premier, fondé le 24 août 1927, est affilié à l'Union Belge et porte le matricule 1051. On ignore si le second s'est affilié, et si tel est le cas quel était son matricule.
Le 21 juillet 1943, les deux équipes décident de fusionner, pour former le Football Club Moedige Duivels Halen. Dans les faits, il ne s'agit pas réellement d'une fusion officielle entre les deux équipes, mais plutôt de la démission de l'une, absorbée ensuite par l'autre. En effet, les réglements de l'époque imposent à un club fusionné d'abandonner les matricules des anciens clubs impliqués dans la fusion, et d'ensuite se réaffilier à l'Union Belge, qui lui octroie un nouveau matricule. Selon cette règle, le club aurait dû recevoir un matricule proche du 3900, alors qu'il conserve le numéro 1051 attribué au Moedig Vooruit Haelen.
Au moment de cette fusion, le club évolue en troisième division régionale, soit le plus bas niveau du football belge de l'époque. Il monte d'un cran juste après la fin du conflit, et y reste jusqu'en 1959 avant de redescendre. Entretemps, le 2 décembre 1955, le club est reconnu « Société Royale », et prend son nom actuel.
Après la relégation, le club connaît ensuite une période de succès, remportant deux titres consécutifs en 1961 et 1962, ce qui lui permet de monter en première provinciale. Trois ans plus tard, il remporte le titre de sa province, et rejoint pour la première fois de son Histoire la Promotion, quatrième et dernier niveau national.
Le KFC MD Halen réussit ses débuts en nationales, terminant à la septième place, ce qui constitue toujours son meilleur classement historique. Il termine les trois saisons suivantes entre la huitième et la onzième place. En 1970 toutefois, le club finit quatorzième, une position de relégable qui le renvoie en première provinciale cinq ans après l'avoir quittée. Le club n'est plus jamais réapparu en nationales depuis lors.
Deux ans plus tard, il chute encore d'un cran et se retrouve en « P2 ». Suivent alors quatre décennies durant lesquelles le club passe de la « P2 » à la « P3 », avec une saison en quatrième provinciale, le plus bas niveau du football belge, en 1989. Lors de la saison 2013-2014, le KFC MD Halen joue en deuxième provinciale.

## Résultats dans les divisions nationales
Statistiques mises à jour le 24 juin 2013

### Bilan
| Niv | Divisions     | Jouées | Titres | TM Up | TM Down |
| --- | ------------- | ------ | ------ | ----- | ------- |
| I   | 1re nationale | 0      | 0      |       |         |
| II  | 2e nationale  | 0      | 0      |       |         |
| III | 3e nationale  | 0      | 0      |       |         |
| IV  | 4e nationale  | 5      | 0      |       |         |
| V   | 5e nationale  | 0      | 0      |       |         |
|     |               |        |        |       |         |
|     | TOTAUX        | 5      | 0      | 0     | 0       |

- TM Up : test-match pour départager des égalités, ou toutes formes de Barrages ou de Tour final pour une montée éventuelle.
- TM Down : test-match pour départager des égalités, ou toutes formes de Barrages ou de Tour final pour le maintien.

### Classements saison par saison
| Ordre               | Saison  | Nom du club  | Niveau            | Classement final | Remarques |
| ------------------- | ------- | ------------ | ----------------- | ---------------- | --------- |
| 1                   | 1965-66 | KFC MD Halen | Promotion série B | 7e/16            |           |
| 2                   | 1966-67 | KFC MD Halen | Promotion série C | 9e/16            |           |
| 3                   | 1967-68 | KFC MD Halen | Promotion série D | 8e/16            |           |
| 4                   | 1968-69 | KFC MD Halen | Promotion série B | 11e/16           |           |
| 5                   | 1969-70 | KFC MD Halen | Promotion série D | 14e/16           | Relégué!  |
| séries provinciales |         |              |                   |                  |           |

### Sources et liens externes
- (nl) « Fiche de l'équipe », sur Belgian Soccer Database (Moedig Vooruit Haelen)
- (nl) « Fiche de l'équipe », sur Belgian Soccer Database (KFC MD Halen)
- (nl) Site officiel du club